# Diable
|  | No s'ha de confondre amb Dimoni. |

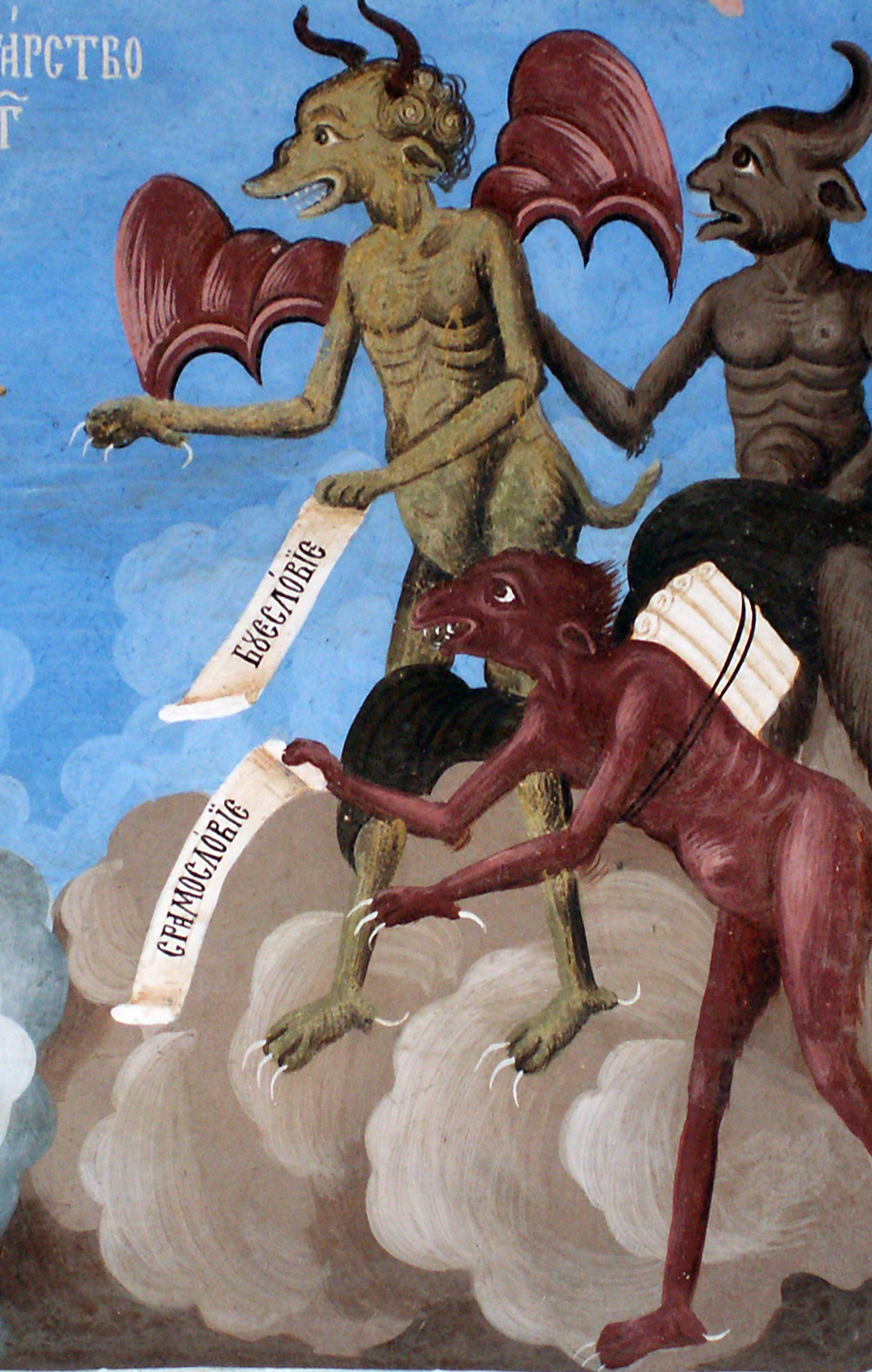
Diables - un detall del fresc del Monestir de Rila

El diable(en llatí Diabolus del grec διάβολος diàbolos, derivat del verb διαβάλλω « diabállô », que significa « el que divideix » o « el que desuneix » o fins i tot « el que destrueix ») és l'esperit que personifica el mal.

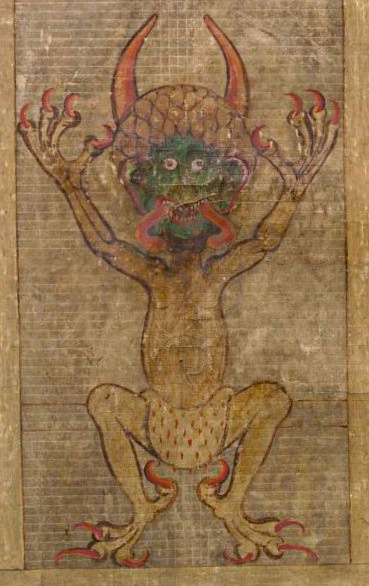
Representació del Diable com es veu en el Còdex Gigas.

Al maniqueisme, el "mal" està vinculat amb el principi del "bé", l'un i altre corresponen a Déu. En la tradició judeocristiana, el "mal" i el "bé" no són iguals: els àngels caiguts eren criatures de Déu que no foren creades dolentes, però que van caure en voler ser iguals a Déu i en rebutjar-lo; ells i llur cap anomenat "el Diable" tractant de difondre el mal actuant amb les homes per la temptació. En fer-ho, el Diable ha rebutjat el bé i és la font del mal:
| « | El vostre pare és el diable, i vosaltres voleu complir els seus desigs. Des del principi era un assassí, i no es va mantenir en la veritat, perquè en ell no hi ha ni rastre de veritat. Quan menteix, parla amb propietat, perquè és mentider i pare de la mentida. ［Jn 8:44］ | » |

En l'origen del mal, l'esperit del mal al món, es representa com un aspecte que varia entre l'home i l'animal real o imaginari (os),boc, drac, rapinyaire, etc.), tot sovint amb trets horribles i repulsius.
L'existència d'una entitat que representa la personificació del mal en tots els seus aspectes i que combina les funcions d'un mestre de l'inframon, destructor del cosmos i responsables dels pitjors aspectes de la humanitat sembla haver aparegut amb el monoteisme. El desenvolupament de la figura original manlleva, nogensmenys, aspectes de les religions politeistes practicades a l'Orient Mitjà i les influències a què els autors de la Bíblia van ser sotmesos.

## Religions abrahàmiques

### Judaisme
En el corrent principal del judaisme no existeix el concepte d'un diable com al corrent principal del cristianisme o l'islam. Els textos no fan cap relació directa entre la serp que tempta Eva al Jardí de l'Edèn del Gènesi i les referències a un Satanàs del primer llibre de Cròniques i a Job. En hebreu, la paraula bíblica ha-satan (השָׂטָן) significa "l'adversari" o l'obstacle o fins i tot l'acusador. Per molt que el diable existeix en qualsevol forma de judaisme, el seu paper és com un adversari i un acusador que és assignat en comptes de suposat.
Per a l'hassidisme del segle xviii, ha-satan era Baal Davar.

### Apòcrifs / Deuterocanònics
Al Llibre de la Saviesa, el diable es representa com el que va portar la mort al món El Segon Llibre d'Henoc conté referències a un grigori anomenat Satanael, i el descriu com el príncep dels grigori que va ser expulsat del cel i un esperit maligne que coneixia la diferència entre el que era "just" i "pecat". Una història similar es troba a 1 Henoc; No obstant això, en aquest llibre, el líder dels Grigori es diu Samyaza. En la literatura apòcrifa, Satanàs governa sobre una multitud d'àngels.Mastema, que va induir Déu a posar a prova a Abraham a través del sacrifici d'Isaac, és idèntic a Satanàs en el nom i la natura. El Llibre d'Enoc conté referències a Satariel, que es pensa que seria també Sataniel i Satanel. Ortografies similars es reflecteixen als noms dels seus germans angelicals Miquel, Rafael, Uriel i Gabriel, prèviament a la seva expulsió del Cel.

### Cristianisme

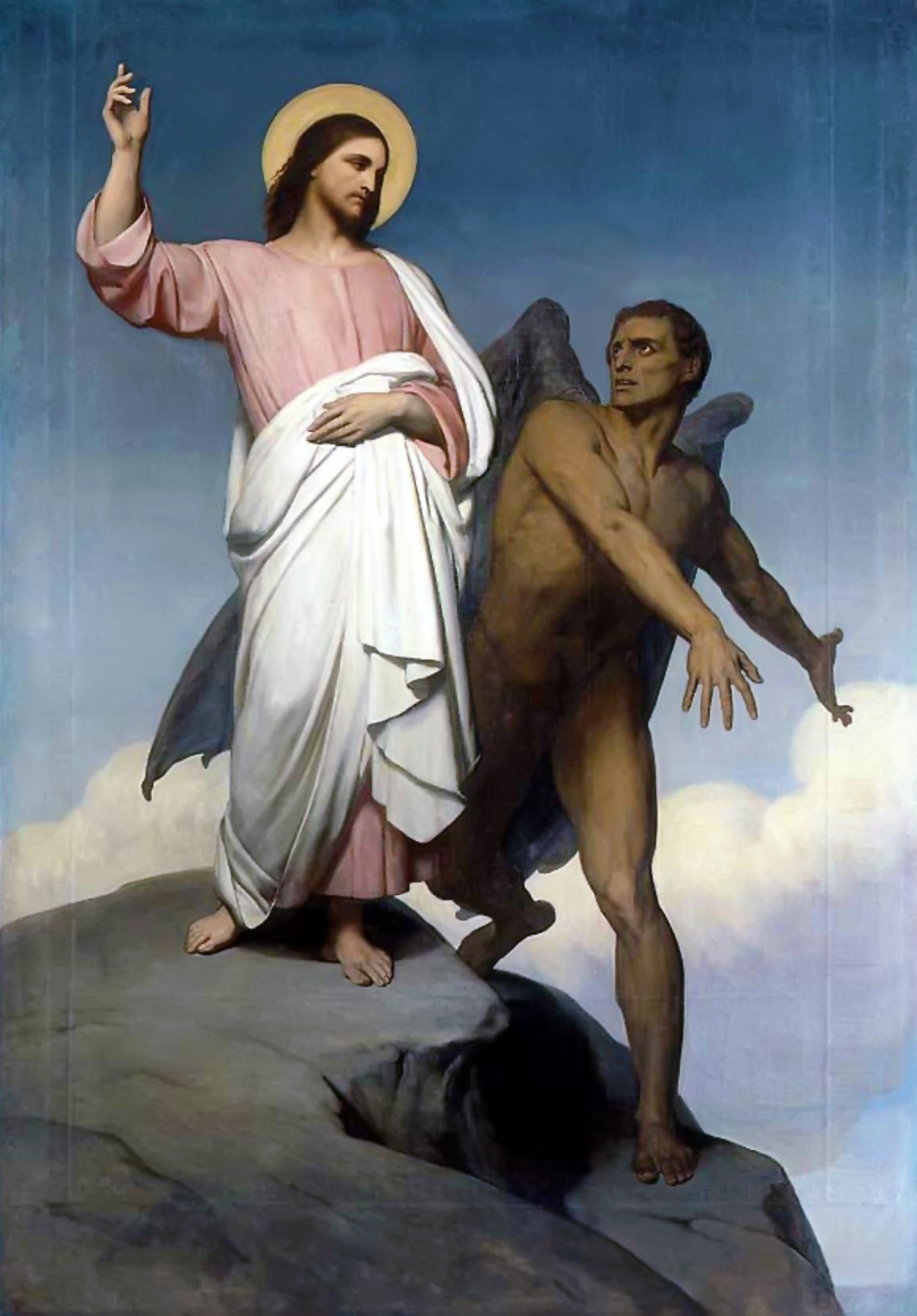
El Diable representat a la Temptació de Crist, per Ary Scheffer, 1854.

En el corrent principal del cristianisme el Diable és conegut com a Satanàs i, de vegades com a Llucifer, tot i que s'ha observat que la referència d' Is 14:12 a Llucifer, o el Fill del Matí (estel del matí, portador de la llum), és una referència al rei de Babilònia. Alguns cristians moderns consideren que el diable seria un àngel que, juntament amb una tercera part de les hosts celestials (els dimonis) es van rebel·lar contra Déu i, en conseqüència, ha estat condemnat al Llac de Foc. Se'l descriu com a odiant de tota la humanitat (o creació amb major precisió), oposat a Déu, difusor de mentides i causador d'estralls en les ànimes de la humanitat. Altres cristians consideren que el diable en la Bíblia es refereix figurativament al pecat humà i la temptació i per a qualsevol sistema humà en oposició a Déu.

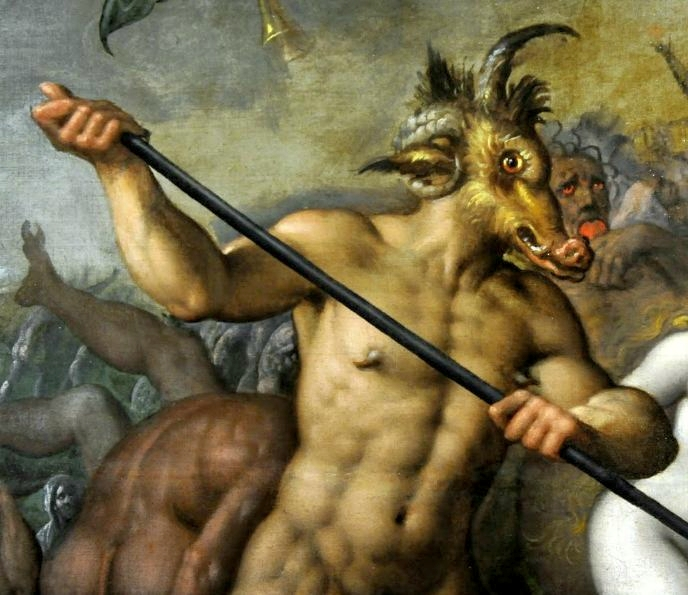
Banyes de cabra i ovella, pell de cabra i orelles, nas i ullals de porc, una representació típica del Diable en l'art cristià. La cabra, el carner i el porc s'associen consistentment amb el Diable. Detall d'una pintura del per Jacob de Backer del Museu Nacional de Varsòvia

Satanàs s'identifica sovint com la serp que va convèncer Eva perquè mengés del fruit prohibit; per tant, Satanàs ha estat sovint descrit com una serp. Tot i que aquesta identificació no està present a la narrativa d'Adam i Eva, aquesta interpretació es remunta almenys fins al moment de la redacció de l'Apocalipsi, que identifica específicament a Satanàs com la serp.［Ap 20:2］
A la Bíblia, el diable és identificat amb el "el drac" i "la serp antiga" a l'Apocalipsi. ［Ap 12:9］ ［Ap 20:2］ També s'han identificat amb Satanàs, "el príncep d'aquest món" a l'Evangeli de Joan; ［Jn 12:31］ ［Jn 14:30］ "el príncep de la potestat de l'aire" també anomenat Meririm, i "l'esperit que ara actua en els qui són rebels" a la Carta als Efesis; ［Ef 2:2］ i "el déu d'aquest món" a 2 Corintis.［2 Co 4:4］ També s'identifica com el drac a l'Apocalipsi ［Ap 12:9］ i el temptador dels Evangelis.［Mt 4:1］
Belzebú és originalment el nom d'un déu filisteu déu (més específicament un determinat tipus de Baal, de Baal-Zebub, literalment, "Senyor de les Mosques"), però és també es fa servir en el Nou Testament com a sinònim de Satanàs. Una versió corrompuda, "Belzeboub", apareix a La Divina Comèdia.
En altres creences cristianes no convencionals (per exemple, les creences dels cristadelfs) la paraula "Satanàs" en la Bíblia no és considerada com una referència a un ésser sobrenatural, personal, sinó a qualsevol "adversari" i figuradament es refereix al pecat humà i la temptació.

### Islam
En l'Islam el Diable es coneix com a Iblís o, de vegades el Xaitan (en àrab: Igual que l'ús de la paraula satanàs a la Bíblia hebrea, Xaitan també és una paraula que es fa servir per referir-se a éssers anomenats dimonis a la Bíblia cristiana, especialment el Nou Testament). D'acord amb l'Alcorà, Déu va crear Iblís, juntament amb tots els altres jinns, de "foc sense fum". La característica principal del Diable, a més de l'Hibris, és que no té cap poder que no sigui el d'emetre suggeriments malignes en els cors dels homes i les dones.
D'acord amb l'Aqida i el Kalam, Iblís va ser expulsat de la gràcia de Déu quan va desobeir Déu per l'elecció de no retre homenatge a Adam, el pare de tota la humanitat. Va afirmar que era superior a Adam, amb l'argument que l'home va ser creat de la terra a diferència d'ell mateix. Pel que fa als àngels, es prosternaren davant Adam per mostrar el seu homenatge i obediència a Déu. No obstant això, Iblís, ferm en la seva opinió que l'home és inferior, i havent-se-li donat la possibilitat de triar, a diferència dels àngels, va prendre la decisió de no obeir a Déu. Això va portar a ser expulsat per Déu, un fet pel qual Iblís va culpar la humanitat. Inicialment, el diable va tenir èxit en enganyar Adam, però una vegada que les seves intencions van quedar clares, Adam i Eva es va penedir a Déu i van ser alliberats de les seves malifetes i perdonats. Déu els va fer un fort advertiment sobre Iblís i els focs de l'infern i ells i els seus fills (la humanitat) va demanar que es mantinguessin allunyats dels enganys dels sentits causades pel diable.
D'acord amb els versos de l'Alcorà, la missió del Diable fins al Qiyamah o Dia de la Resurrecció (Yawm al-Qiyama) és enganyar els fills d'Adam (la humanitat). Després d'això, ell serà posat en el foc de l'infern, juntament amb els que ha enganyat. El diable també es coneix com un dels jinns, ja que tots són creats del foc sense fum. L'Alcorà no representa Iblís com l'enemic de Déu, atès que Déu és suprem sobre totes les seves creacions i Iblís és només una de les seves creacions. L'únic enemic d'Iblís és la humanitat. Té la intenció de descoratjar als humans de l'obediència a Déu. D'aquesta manera, s'adverteix a la humanitat que ha de lluitar (gihad ) contra els mals de Satanàs i les temptacions en què que els posa. Els que tenen èxit en això són recompensats amb el Paradís (Jannah), assolible només mitjançant la conducta correcta.

### Fe Bahá'í
A la fe bahà'í es creu que no existeix una entitat malèvola, sobrehumana, com un diable o satanàs. Aquests termes, però, apareixen en els escrits bahà'ís, on són utilitzats com a metàfores de la naturalesa de base de l'home. Es considera que els éssers humans tenen lliure albir i, per tant, són capaços de tornar cap a Déu i desenvolupar qualitats espirituals o allunyar-se de Déu i submergir-se en els seus desitjos egoistes. Les persones que segueixen les temptacions del si mateix i no desenvolupen virtuts espirituals són sovint descrites en els escrits bahà'ís amb la paraula satànic. Els escrits bahà'ís afirmen també que el diable és una metàfora de l'"acte insistent" o "jo inferior" que és una inclinació egoista dins de cada individu. Els que segueixen a la seva naturalesa inferior també es descriuen com a seguidors del "Maligne".

## Altres religions

### Paganisme
El diable era desconegut per als pagans de l'Imperi Romà. D'acord amb Robin Lane Fox: "Les societats paganes no coneixien cap "Diable", amb qui els individus poguessin fer un pacte i, per tant, no hi havia tortures i persecucions de "falsos" profetes i profetesses Aquestes característiques van ser una conseqüència del cristianisme.".

### Neopaganisme
La tradició cristiana ha identificat sovint les religions paganes i la bruixeria amb la influència de Satanàs. A l'Edat moderna, l'Església va acusar suposades bruixes de confraternitzar i conspirar amb Satanàs. Diversos escriptors cristians conservadors moderns, com Jack Chick i James Dobson, han representat les actuals religions neopaganes i la bruixeria com a explícitament satàniques.
Poques tradicions reconstruccionistes neopaganes reconeixen Satanàs o el Diable de pla. No obstant això, molts grups neopagans adoren a algun tipus de déu banyut, per exemple, com a consort de la Gran Deessa a la wicca. Aquests déus solen reflectir figures mitològiques com Cernunnos o Pan, i qualsevol similitud que pugui tenir amb el Diable cristià sembla que es remunta només al segle xix, quan una reacció cristiana a la creixent importància del faune en la literatura i l'art va comportar que la seva imatge fos associada a la del diable.

### Moviment New Age
Els participants en el moviment de la Nova Era tenen molt variats punts de vista sobre Satanàs, el diable, i així successivament. En algunes formes de cristianisme esotèric Satanàs roman com un ésser de mal, o almenys una metàfora per al pecat i el materialisme, però la tendència més estesa és negar la seva existència per complet. Llucifer, d'altra banda, en l'original sentit romà "portador de llum", de tant en tant apareix en la literatura d'alguns grups com una figura metafòrica clarament diferent de Satanàs, i sense cap mena de conseqüències del mal. Per exemple, la fundadora de la teosofia Helena Blavatski va titular el seu diari Llucifer, ja que ella volia que fos un "portador de llum". Moltes escoles de pensament de la Nova Era segueixen una filosofia no dualista que no reconeix una força primordial per al mal.
Fins i tot quan se segueix un model dualista, és a dir més sovint similar al sistema xinès del yin i el yang, en el qual el bé i el mal no són explícitament una dualitat complementària. Les escoles de pensament que posen l'accent en una guerra espiritual entre el bé i el mal o la llum i la foscor són la filosofia de Rudolf Steiner, Agni Yoga, i l'Església Universal i Triomfant.

### Satanisme

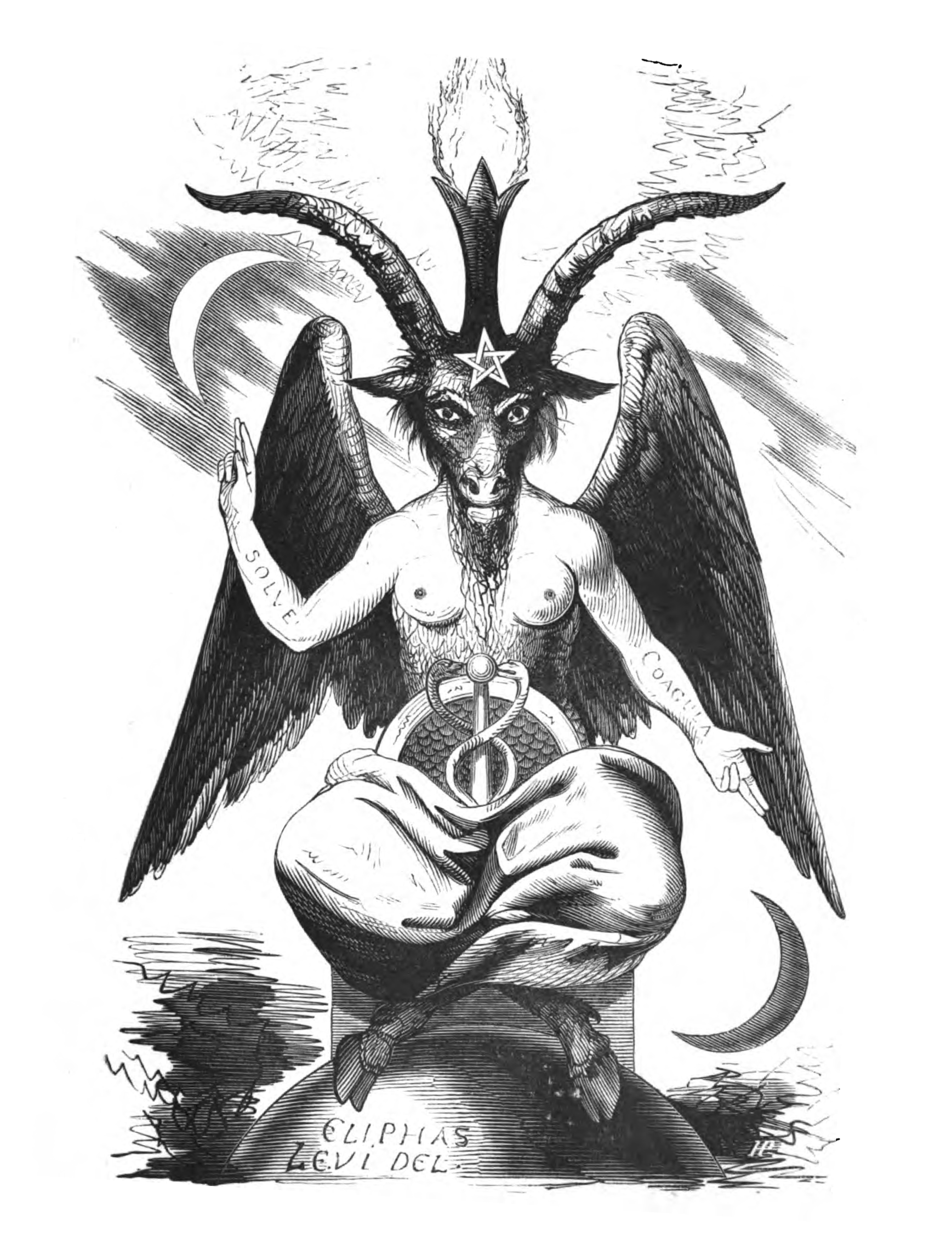
El Bafomet, símbol adoptat d'alguns sistemes del camí de la mà esquerra, inclòs el satanisme teista.

Algunes religions adoren el diable. Això pot ser en un sentit politeista on "Déu", Satanàs, i altres són totes les deïtats amb Satanàs com el patró preferit; o pot ser des d'un punt de vista més monoteista, on Déu és considerat com un veritable déu, però és, tanmateix, desafiat.
Algunes variants neguen l'existència de Déu i el Diable per complet, però, amb tot i això, es diuen a si mateixos satanistes, com l'Església de Satanàs d'Anton LaVey, que veu a Satanàs com una representació de l'estat primitiu i natural de la humanitat.
Molt del folklore "satànic" no s'origina en els satanistes reials, sinó que prové dels cristians. El més conegut seria el folklore medieval i la teologia que envolten els dimonis i les bruixes. Un exemple més recent és l'ensurt per abús ritual satànic de la dècada de 1980 - començant amb el llibre de memòries Michelle Remembers - que representa el satanisme com una vasta (i sense fonament) conspiració de les elits amb una predilecció pel maltractament infantil i els sacrificis humans. Aquest gènere descriu regularment a Satanàs com a realitat que apareix en persona per rebre l'adoració.

### Zoroastrianisme
Al Gathas, els textos més antics de l'Avesta zoroàstrica, que es creu que va ser composta pel mateix Zoroastre, el poeta no esmenta un adversari manifest. La Creació d'Ahura Mazda és "veritat", aixa. La "mentida" (Druj) es manifesta només com a decaïment o caos, no pas com una entitat.
Més tard, al zurvanisme (zoroastrisme zurvanita), l'Ahura Mazda i el principi del mal, Angra Mainyu, són la descendència "bessona" de Zurvan, 'Temps'. No hi ha cap rastre del zurvanisme després del segle x.
Avui dia, la parsis de l'Índia accepta en gran manera la interpretació del segle xix que Angra Mainyu és l'"Emanació destructiva d'Ahura Mazda. En lloc de lluitar contra el Mazda en si mateix, Angra Mainyu batalla contra Spenta Mainyu, l'"Emanació Creativa" de Mazda.

### Hinduisme
En contrast amb el cristianisme i l'Islam, hinduisme no reconeix cap força maligna central o entitat com el diable lluitant contra Déu i l'home. L'hinduisme reconeix que els éssers diferents (per exemple, els asures) i les entitats poden realitzar actes malvats, sota el domini temporal del guna o del tamas , i causar patiments terrenals. El gunes rajàsics i tamàsics de Maya es consideren especialment propers del concepte d'Abraham, les parts infernals, l'Últim Deliri anomenas "Prakriti". Una realització d'aquest és el concepte d'advaita (no dualisme) on no hi ha nivells de realització bons o dolents, sinó simplement diferents.
D'altra banda en l'hinduisme, que ofereix un munt d'espai per al contrapunt, també hi ha la noció de dvaita (dualisme) on hi ha interacció entre les tendències bones i dolentes. Un asura prominent és Rahu les característiques del qual són anàlogues a les del Diable. No obstant això, els hindús, i els vixnuites, en particular, creuen que un avatar de Vixnu s'encarna per derrotar el mal quan el mal aconsegueix la seva major fortalesa. El concepte de guna i karma també explicarien el mal en un grau, més que no pas la influència d'un dimoni.
Per ser més específics, la filosofia hindú defineix que l'únic existent (la Veritat) és el Déu Totpoderós. Així, totes les tendències asúriques són inferiors i sobretot existeixen com a il·lusions en la ment. Els Asures són també diferents persones en qui les males motivacions i intencions (tamas) han pesat temporalment més que les bones (Sattvà). Diferents éssers com siddha, Gandharva Yaksha, etc., són considerats éssers a diferència de la humanitat, i en alguns aspectes superiors als homes.
A l'ayyavazhi, oficialment una branca de l'hinduisme prominent a Tamil Nadu (un estat del sud de l'Índia amb patrimoni dravidià), els seguidors, a diferència de la majoria de les altres branques de l'hinduisme, creu en un Satanàs - com a figura, Kroni. Kroni, segons l'ayyavazhi és la manifestació primordial del mal i es manifesta en diverses formes del mal, és a dir, Ravana, Duryodhana, etc., en diferents edats o yugues. En resposta a aquesta manifestació del mal, els creients, en la religió ayya-vazhi, creuen que Déu, com a Vixnu es manifesta en els seus avatars com a Rama i Krixna per derrotar el mal. Finalment, l'Ekam amb l'esperit (l'esperit pres per Narayana només per encarnar al món) de Narayana s'encarna en el món com a Ayya Vaikundar per destruir la manifestació final de Kroni, Kaliyan.
Kroni, l'esperit de Kali Yuga es diu que és omnipresent en aquesta edat i que és una de les raons per les que els seguidors d'Ayya Vazhi, com la majoria dels hindús, creuen que la yuga actual, Kali Yuga està tan degradada.

### Budisme
Una figura similar al diable en el budisme és Mara. És el temptador, que també temptà Siddharta Gautama, tractant de seduir-lo amb la visió de belles dones que, en diverses llegendes, sovint es diu que són filles de Mara. Mara personifica la imperícia, la "mort" de la vida espiritual. Es tracta de distreure els humans de la pràctica de la vida espiritual, fent allò mundà seductor o que allò negatiu sembli positiu. Una altra interpretació de Mara és que són els desitjos que són presents en la pròpia ment d'un de la persona per veure la veritat. Així que en un sentit Mara no és un ésser independent, sinó una part de l'ésser d'un mateix que ha de ser derrotat. En la vida diària del Buda el paper del diable ha estat donada a Devadatta.

### Antic Egipte
En el drama ausarià, Ausar (grec: Osiris) és tallat en 13 trossos per Seth. Auset (Isis) recull totes les seves peces i guarda el seu fal·lus. Horus, fill d'Ausar i Auset es disposa a venjar la mort i desmembrament del seu pare mitjançant la confrontació amb Seth. Horus surt victoriós sobre Set i Ausar, que s'aixeca d'entre els morts, es converteix en senyor de l'inframon. Aquest és el drama que ens dona el conflicte còsmic entre el bé i el mal, amb el mal encarnat per Set. Això no vol dir que Set sempre fos vist com un personatge malvat en la teologia de l'Antic Egipte. Hi ha moltes vegades en la història de l'Antic Egipte on els conflictes entre diferents "cases" condueixen a la depreciació d'un déu respecte a un altre.
Com en la majoria de religions politeistes, els personatges involucrats es diferencien de la tradició occidental d'un diable en què tots els déus estan estretament relacionats. En aquest cas, nombrosos textos històrics suggereixen que Set és l'oncle o el germà d'Horus i en la "derrota" de Set, veiem una altra separació de la norma al devorar / assimilar Set en Horus amb el resultat d'Horus té representacions de tant amb el cap de falcó i el cap (animal desconegut) de Set. Aquest (com el budisme) representa una dissolució de la dicotomia.

## Psicoanàlisi
A principis del segle xx Sigmund Freud aporta una nova llum sobre la figura del diable i intenta la primera aproximació científica als casos de "possessió". En estudiar a Una neurosi demoníaca al segle XVII un cas de suposada possessió demoníaca en plena caça de bruixes, suggereix que en realitat les acusacions expressen la repressió dels impulsos sexuals que la moralitat particularment desaprova el temps. Freud explica que "el diable no és més que la realització de la pulsions anals eròtiques reprimides"
Aquesta interpretació s'inscriu en el marca de la teoria que desenvolupà segons la qual les neurosis troben llur origen en els desitjos sexuals insatisfets. Segons Freud, el diable representa, de fet, una figura patriarcal i encarna la por i la desconfiança envers el pare, mentre que Déu és l'afecte i la influència protectora.
| « | Hi ha un procés psíquic que ens és ben conegut, la descomposició d'una representació que implica oposició i ambivalència en dos contraris violentament contrastats (...) El pare seria, en conseqüència, el model primitiu i individual tant de Déu com del Diable. | » |

En aquest context, la religió és vista com una creació psíquica que permet a l'individu d'acceptar el món que l'envolta, així com la seva pròpia mortalitat. El diable s'integra a l'individu com a part del seu inconscient, lluitant inconscientment contra la seva pròpia voluntat. Jung s'oposa a aquest punt de vista en afirmar la consubstancialitat del bé i del mal, tan inseparables com la llum i l'ombra. Déu i el diable no es redueixen, doncs, a metàfores però constitueixen mites.

## Folklore al món

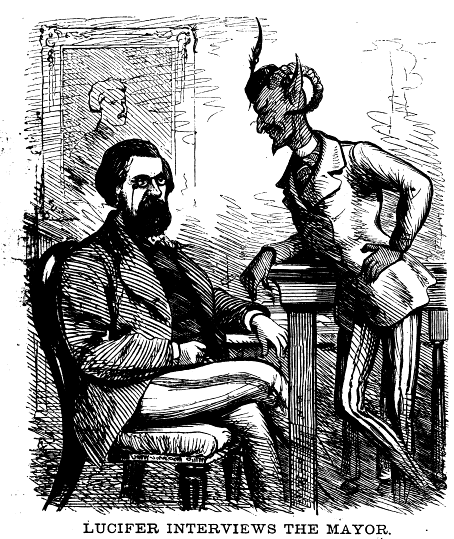
Representació del Diable entrevistant Abraham Oakey Hall

En la tradició cristiana occidental, el diable ha entrat al folklore popular, en particular en el seu paper com a figura entabanador. Com a tal, es troba com un personatge d'una àmplia sèrie de contes tradicionals i llegendes d'Irlanda, Terranova, Itàlia i els Estats Units, on sovint intenta enganyar o burlar altres personatges. En alguns d'aquests contes, el Diable és retratat més com un vilà popular que com a personificació del mal. El diable també ocupa un lloc destacat en una sèrie de contes hagiogràfics, o contes de sants, com el conte popular de Sant Dunstan, moltes de les quals poden caure fora del cànon religiós autoritzat. El diable és també una característica recurrent en contes per explicar l'etimologia de noms geogràfics, quan presta el seu nom a formacions naturals com ara la Xemeneia del Diable.
Apareix també com una figura amb qui pactar, el protagonista de les històries perd o accepta perdre la seva ànima a canvi d'obtenir riqueses o algun do del diable. Aquest paper demostra el poder del dimoni, heretat del seu caràcter angèlic original. Exemples són el mite de Faust on es demana coneixement o Melmouth, qui sol·licita una vida més llarga. Apareix de manera satírica a El mestre i Margarida, on el pacte és per amor.
David Ferreiro, Arxiver dels Estats Units, afirma que té només una peça de correspondència amb el diable en vastes i variades col·leccions de la nació. Una carta enviada des de Baltimore al final de la Guerra Civil Americana al líder confederat Jefferson Davis es lamenta de la rebel·lió contra els Estats Units i està signada per "el Diable".
L'empresa Blizzard Entertainment va crear una sèrie de videojocs "en honor" del diable. Diablo és una sèrie de videojocs de rol d'acció en què diable aterra el món i l'heroi es desfà d'ell, una vegada i una altra.
Bob Dylan es refereix a Satanàs en la seva cançó "Man of peace", del seu àlbum Infidels. Dylan afirma que Satanàs pot estar usant fins i tot la disfressa d'allò més agradable i es pot trobar a tot el món, fins i tot allà on menys s'espera.

## Altres noms

### Dimonis
En algunes religions i tradicions, aquests títols són dimonis separades; altres identifiquen aquests noms com disfresses del Diable. Fins i tot quan el pensament dels dimonis com individuals, alguns es pensen sovint d'estar sota el control directe del Diable. Això identifica només aquells idea com el Diable; Llista de dimonis té una llista més general.
- Azazel, Assahel (hebreu): Rei dels diables
- Bafomet, un dimoni suposadament adorat per la Cavallers Templers
- Belzebú, zevuv Ba'al בעל זבוב (hebreu): Senyor de les mosques ［Mateu 10:25］
- Belial, Belial, Bheliar (hebreu): sense amo, vilesa de la terra, Senyor de l'Orgull ［2 Corintis 6:15］
- Mastema, un diable al Llibre dels Jubileus
- Sammael, Samiel, Sammael (hebreu): "Verí de Déu"
- Lilit, un dimoni femení a la mitologia jueva.

### Títols
Aquests són els títols que gairebé sempre es refereixen al diable.
- 666 o 616, el Nombre de la bèstia
- Angra Mainyu, Ahriman: "esperit maligne", "esperit impur"
- Anticrist, una figura política que rebrà el poder del diable en el cristianisme
- Senyor Fosc
- Der Leibhaftige (alemany): "Ell mateix"
- Diabolus, Diabolos (grec: Διάβολος): "el que divideix"
- Pare de la mentida ［Joan 8:44］ en contrast amb Jesús ("Jo sóc la veritat").
- Iblís, el diable en l'islam
- Senyor de l'Inframon / Senyor de l'Infern / Senyor d'aquest món
- Llucifer / L'Estrella del Matí (grega i romana): portador de llum, il·luminador; el planeta Venus, sovint retratat com el nom de Satanàs abans de la seva caiguda
- Leviatan
- Mefistòfil, el que evita la llum (φῶς)
- Príncep de les Tenebres / Aire
- Satanàs / L'adversari, l'acusador, el fiscal
- Serp
- Xaitan, un nom àrab de Satanàs
- Voland (França medieval)